# O Waly, Waly
«O Waly, Waly» — англомовна народна пісня, опублікована англійським збирачем фольклору Сесілом Шарпом у збірці Folk Songs From Somerset 1906 року.
Згідно з результатами досліджень, опублікованих у 1950-ті роки, опублікована Шарпом пісня заснована на однойменній шотландській композиції, але також містить елементи двох інших пісень. Перша з них — «Down in the Meadows», відома ще з 1766 року під назвою «The Unfortunate Swan». Друга «The Water is Wide» є не настільки популярною, але з'являлася у збірках народних пісень Західної Вірджинії, США. Третя — шотландська «Waly Waly» — була неодноразово опублікована в збірках шотландських пісень починаючи з 1720 року. В каталозі народних пісень Рауда вона знаходиться під номером 87 з назвою «Jamie Douglas».
Всі три пісні об'єднані однією темою, розповідаючи про жінку, яку покинув коханець, а також мають схожі тексти, через що, як вважається, помилково були об'єднані в одну. Сесіл Шарп взяв назву від «Waly Waly», перший і останній куплети з «The Water is Wide», а мелодію та переважну більшість тексту — з «Down in the Meadows».